# غراهام مارتن
غراهام مارتن (بالإنجليزية: Graham Patrick Martin)‏ (و. 1991 – م) هو ممثل، وممثل تلفزيوني، من الولايات المتحدة الأمريكية، ولد في ثيبودوكس.

## وصلات خارجية
- غراهام مارتن على موقع IMDb (الإنجليزية)
- غراهام مارتن على موقع ألو سيني (الفرنسية)
- غراهام مارتن على موقع أول موفي (الإنجليزية)
- غراهام مارتن على موقع قاعدة بيانات الفيلم (الإنجليزية)
- غراهام مارتن على موقع كينوبويسك (الروسية)